# Crógacht
Crógacht è il nono album in studio della band Melodic death metal tedesca Suidakra.

## Tracce
1. Slán – 1:48
2. Conlaoch – 5:18
3. Isle of Skye – 6:00
4. Scáthach – 5:09
5. Feats of War – 2:47
6. Shattering Swords – 4:15
7. Ár Nasc Fola – 3:02
8. Gilded Oars – 5:36
9. Baile's Strand – 7:20

## Formazione
- Arkadius Antonik – chitarre, voce, tastiere, banjo
- Marcus Riewaldt - basso
- Lars Wehner – batteria, voce